# 米德爾沃思 (伊利諾伊州)
米德爾斯沃思（英語：Middlesworth）是位於美國伊利諾伊州謝爾比縣的一個非建制地區。該地的面積和人口皆未知。

## 地理
米德爾斯沃思的座標為39°24′44″N 88°42′55″W / 39.41222°N 88.71528°W，而該地的平均海拔高度為213米（即699英尺）。